# Никчевич, Радислав
Радислав Ильич Никчевич (серб. Радислав Илије Никчевић; 23 января 1917, Стубица — август 1941, Милошево) — югославский юрист, партизан Народно-освободительной войны, Народный герой Югославии.

## Биография
Родился 23 января 1917 в селе Стубица близ Никшича. В возрасте двух лет с семьёй переехал в Ягодину. Окончил юридический факультет Белградского университета в 1938 году и устроился на стажировку в адвокатскую контору. В 1935 году был принят в Коммунистическую партию, заняв должность секретаря Моравского окружного комитета.
В 1941 году Радислав вступил в партизанское движение, сотрудничая с партизанами в Центральной Сербии. В августе 1941 года вместе с Гойко Друловичем они, переодевшись в крестьянскую одежду, направились на телеге в селение Рача. Немецкие войска, однако, задержали их в Ягодине и отправили к коменданту. Комендант попытался организовать допрос с пытками для Радислава, но тот оказал сопротивление, начав стрельбу из пистолета. Друлович воспользовался шумом и сбежал, а Радислава отправили в тюрьму в центре Ягодины.
Спустя несколько дней Радислава перевели в Милошево, где вместе с отцом Ильёй он был расстрелян.
Указом Иосипа Броза Тито от 7 июля 1951 Радиславу Никчевичу посмертно было присвоено звание Народного героя Югославии.